# Stéphane Lupasco
Pour les articles homonymes, voir Lupașcu.
Cette page contient des caractères spéciaux ou non latins. S’ils s’affichent mal (▯, ?, etc.), consultez la page d’aide Unicode.
Stéphane Lupasco, né Ștefan Lupașcu le 11 août 1900 à Bucarest et mort le 7 octobre 1988 à Paris, où il a vécu et travaillé, est un philosophe français d'origine roumaine.
Il est l'auteur de la Logique dynamique du contradictoire, fondée notamment sur la notion de tiers inclus. Cette logique générale, englobant la logique classique comme un cas particulier, vise à rendre compte du devenir tri-polaire de la matière-énergie : la matière-énergie macrophysique, la matière-énergie vivante et la matière-énergie psychique, les « trois matières » pour reprendre le titre de son livre le plus célèbre. 
Bien que des penseurs se soient inspirés de son œuvre, comme Edgar Morin ou Jacques Demorgon, son influence sur la pensée du XXe siècle est encore peu étudiée.

## Repères biographiques et bibliographiques
Lupasco est né en 1900 à Bucarest d'une famille de boyards moldaves. Installé en France à partir de 1916, il termine ses études secondaires au lycée Buffon à Paris, puis obtient différents certificats en sciences et une licence de philosophie. À la Sorbonne, il suit des cours de De Broglie, Becquerel, Langevin. À Sainte-Anne (les étudiants en philosophie devaient suivre une formation en psychopathologie), il rencontre Jacques Lacan, avec qui il restera en relation. En 1926, il publie un livre de poèmes, Dehors...(Stock). En 1929, il épouse Georgette Ghica.
En 1935, il soutient une thèse de doctorat de philosophie, sous la direction d'Abel Rey. Léon Brunschvicg salue en lui le « Hegel du XXe siècle ». La thèse est publiée chez Vrin en deux tomes : Du devenir logique et de l'affectivité, I. Le dualisme antagoniste et les exigences historiques de l'esprit, II. Essai d'une nouvelle théorie de la connaissance. La thèse complémentaire s'intitule : La physique macroscopique et sa portée philosophique, publiée également chez Vrin en 1935.
Il épouse en 1937, en deuxièmes noces, Yvonne Bosc, artiste peintre.
En 1941, paraît aux P.U.F. L'expérience microphysique et la pensée humaine (d'abord publié, en 1940 à Bucarest, en français, par la Fundatia Regala Pentru Literatura si Arta, avec des « Considérations Préliminaires »).
En mars 1944, Lupasco et Cioran obtiennent la libération de leur ami, le poète Benjamin Fondane, mais celui-ci refuse de quitter sa sœur, arrêtée en même temps que lui, et mourra à Auschwitz.
De 1945 à 1955, Lupasco est chargé de recherches au CNRS, section épistémologie. Le contrat au CNRS n'est pas renouvelé parce que ses travaux sont jugés inclassables. Il est proposé pour une chaire au Collège de France, en 1952, en même temps que Gaston Berger, Étienne Souriau et Maurice Merleau-Ponty. Ce dernier l'emporte.
Entre-temps, Lupasco a pris la nationalité française, a publié Logique et Contradiction (PUF, 1947) et en 1951, Le principe d'antagonisme et la logique de l'énergie (Paris, Hermann).
Dans cet ouvrage, il formalise sa logique, mais en revenant sans cesse sur les justifications expérimentales qui la fondent, et découvre que le « Tiers inclus » n'est pas un simple point de passage mais a lui-même une orthogenèse, un devenir propre, qui est la logique à la fois de la  matière microphysique et du psychisme.
Lupasco peut désormais répondre aux objections que lui faisait Fondane. 
Il continuera d'explorer à partir de là l'expérience scientifique et l'expérience humaine. Ce sont : L'énergie et la matière vivante, Julliard, 1962 ; L'énergie et la matière psychique, Julliard, 1974, etc. Le livre Les trois matières, Julliard, 1960, qualifié par Claude Mauriac de « nouveau Discours de la Méthode », obtient un vrai succès. Lupasco est par ailleurs très lié au monde de l'art à travers ses amis André Breton, Eugène Ionesco, Georges Mathieu, Salvador Dali... 
Lupasco qui fut rédacteur à la Revue philosophique de la France et de l'étranger, membre de la Société française de philosophie, membre de l'Académie roumaine (post-mortem), écrivit aussi de nombreux articles et contributions dans les revues : Thalès, Revista Fundatiilor Regale, Les Lettres nouvelles, La Nouvelle Revue française, Arguments... Il a appartenu au comité de patronage de Nouvelle École.
Basarab Nicolescu établit une bio-bibliographie de Stéphane Lupasco (qui offre une bibliographie plus complète).

## La logique de l'énergie
Lupasco considère la Logique dynamique du Contradictoire comme la logique de l'énergie. La logique ne se réduit pas à la science du raisonnement. Elle est, comme chez Hegel, la logique de tout ce qui existe (comme on dit par exemple : la logique du vivant).  Lupasco fait une équivalence entre les opérations logiques de l'esprit et les faits expérimentaux, la causalité lui apparaît comme semblable à la déduction :
"Nous appelons logique tout ce qui porte les caractères de l'affirmation et de la négation, de l'identité et de la non-identité ou diversité, qui engendre, par leur coexistence ou conjonction ou par leur indépendance ou disjonction, une notion de contradiction ou une notion de non-contradiction et qui, sans autre secours que le sien propre, déclenche des enchaînements déductifs. Un fait donc, quel qu'il soit, expérimental ou mental, sensible ou intellectuel, est considéré comme logique dans la mesure où il est marqué par ces caractères, conditionné par ces notions et engendré par ces implications, indépendamment de savoir si cette marque, ce conditionnement et cette déduction relèvent de l'esprit connaissant ou de quelque autre réalité - cela, c'est un autre problème."
Tout ce qui existe  est en devenir. Seule l'affectivité est dite par lui “alogique” parce que non relationnelle ; de l’affectivité seule on peut dire qu’elle est : “son caractère intrinsèque est d’être ; elle est, tout simplement et énigmatiquement.” 
L'esprit est capable de comprendre ce qui existe, à condition d'utiliser toutes les possibilités de la logique, de ne pas se borner à la logique d'identité.
La logique d'identité n'est pas la seule rationnelle. Elle est la logique utilisée spontanément par l'esprit pour penser la matière dite "inerte" ou "inanimée", ou encore "physique" au sens de la physique à notre échelle. Elle est la logique de cette matière, dont la Thermodynamique découvre au XIXe siècle qu'elle est dominée par l'entropie, la dégradation de l'énergie, l'homogénéisation.

Cette matière, formée d'atomes, de molécules... est pourtant aussi organisée. La tendance à l'organisation, à la différenciation, à l'hétérogénéisation est l'inverse de l'entropie : l'entropie négative ou néguentropie, elle caractérise la vie.

Dès ses premiers livres, Lupasco met en évidence l’antagonisme présent en tout devenir, en tout dynamisme, en tout “système” de quelque nature qu’il soit à condition de l'envisager de façon dynamique. Tout système comporte la dualité “contradictoire” de ces deux dynamiques de "Mort" et de "Vie". Par exemple, si seule l’attraction se réalisait dans un système, celui-ci s’effondrerait sur lui-même, si seule la répulsion existait, il exploserait, etc. Au  deuxième Principe de la thermodynamique, montre Lupasco, répond le Principe d'exclusion de Pauli, découvert en 1925, et qui est le principe de la différenciation, de l'hétérogénéisation de la matière. 
On peut alors préciser les concepts de matière et d’énergie : les physiciens parlent  de “matérialisation” de l’énergie quand les photons se transforment, dans certaines conditions, en paires d’électrons positifs et négatifs, et de “dématérialisation” de l’énergie quand le système formé par un électron et un positron, une particule et son anti-particule, s’annihile (Lupasco dira : se potentialise) pour donner la forme photons ou plutôt la forme ondulatoire. Exclusion, différenciation, hétérogénéisation, discontinuité, aspect corpusculaire est ce qui caractérise la forme “matière” (la "Vie") ; inclusion, identification, homogénéisation, continuité, aspect ondulatoire est ce qui caractérise la forme  “énergie” (la "Mort").

Mais la microphysique découvre une troisième systématisation de la matière-énergie, contradictoire en soi, un espace de liberté qui se trouve aussi rendre compte de la nature de l'esprit.
C'est déjà une découverte que la deuxième matière. Lupasco en est conscient :  on n’a toujours conçu qu’une seule matière. En effet, au cours des siècles, matière dite “inanimée” et matière vivante ne semblent différer que par “l’âme”(de nature plus ou moins psychique) insufflée dans la première pour donner la deuxième . Le corps, même celui de l'homme, ne serait que “matière”, matière physique. Depuis l’antiquité, les philosophes émerveillés par la différence entre la matière et l’esprit, comptent leur propre corps dans la matière, la matière physique, donc. Encore aujourd’hui le vocabulaire courant confond le physique et le biologique, par exemple quand on distingue en soi-même le “physique” et le “moral”. Longtemps la biologie  fait simplement partie de "l'histoire naturelle" ou de la "médecine" ou est incluse dans la "physique" avant de devenir une science à part entière. (Physis signifie nature, en grec). Elle ne reçoit son nom qu'en 1800.
Mais, seulement cent ans plus tard, la révolution quantique inaugurée par Max Planck en 1900, développée en quelques années  entre 1923 et 1930, entre-deux-guerres mondiales, par l'École de Copenhague, et que les philosophes et plus encore la pensée commune ont peine à suivre, apporte de nouveaux bouleversements.
Toutes les idées sur la matière, sur le monde, sur l'esprit, en sont renouvelées, la logique elle-même est défiée : le réel est contradictoire. Il faut dire qu'au moment où l'on pourrait prendre la mesure d'aussi grandes découvertes, l'humanité est à feu et à sang.

## Le Principe d'Antagonisme
Gaston Bachelard, de seize ans l'aîné de Lupasco, exhortait les philosophes à réformer leur entendement. Il appelait surrationalisme la nouvelle philosophie à créer en s'inspirant de la révolution de la science, sur le modèle du surréalisme, inventé par les poètes. Stéphane Lupasco tire toutes les conséquences de ce programme que Bachelard avait initié et  l'influencera à son tour. En aucun cas, ni l'un ni l'autre n'ont prôné un irrationalisme.
Déjà dans ces Thèses, en 1935, à partir d'une réflexion sur Kant et Bergson, Lupasco apercevait le dualisme antagoniste à l'œuvre à la fois dans la pensée et dans le réel et entrevoyait une nouvelle théorie de la connaissance. On appelle théorie de la connaissance depuis l'Antiquité, la réponse (différente suivant les philosophes)  au problème de la vérité : comment l'esprit peut-il être en accord avec le réel s'il le peut et qu'est-ce que cet accord puisqu'ils sont différents ? Ce n'est pas le seul problème de la philosophie occidentale mais c'est son problème de prédilection. Lupasco construit sa propre réponse (l'esprit aussi est réel, il est une troisième matière) au fil de toute son œuvre (et non pas seulement dans ses Thèses de doctorat). En 1951, il entreprend de formaliser la logique qui ressortait de ses travaux précédents, en particulier sur "l'expérience microphysique". En somme il adopte cette fois une  démarche déductive, après la démarche inductive. C'est là, comme il l'a souvent raconté, qu'il va, sur le papier, découvrir le Tiers inclus.
Il énonce, au début de son livre Le principe d'antagonisme et la logique de l'énergie, le postulat fondamental d'une logique dynamique du contradictoire, le principe d'antagonisme :
"À tout phénomène ou élément ou événement logique quelconque, et donc au jugement qui le pense, à la proposition qui l'exprime, au signe qui le symbolise : e, par exemple, doit toujours être associé, structuralement et fonctionnellement, un anti-phénomène ou anti-élément ou anti-événement logique, et donc un jugement, une proposition, un signe contradictoire : non-e ; et de telle sorte qu'e ou non-e ne peut jamais qu'être potentialisé par l'actualisation de non-e ou e, mais non pas disparaître afin que soit non-e soit e puisse se suffire à lui-même dans une indépendance et donc une non-contradiction rigoureuse  (comme dans toute logique, classique ou autre, qui se fonde sur l'absoluité du principe de non-contradiction)."
On voit immédiatement que la logique du contradictoire ne s'applique pas seulement à des propositions comme les logiques que nous appellerons classiques  mais s'applique à des choses quelconques à condition qu'elles soient des dynamismes : des phénomènes, des éléments, des  événements, associés à leurs "anti-phénomènes", "anti-éléments", "anti-événements". C'est leur caractère dynamique qui permet de les dire "logiques". Et d'autre part on voit que ce postulat met en question l'absoluité du principe de non-contradiction.

### La négation
Qu'est-ce qu'un anti-phénomène, un anti-événement...?
Lupasco relie un phénomène à son "anti-phénomène logique" par la négation. On reconnaît les termes contradictoires de la logique aristotélicienne. Mais la négation prend un sens nouveau.
La négation pour Lupasco est  une opération qui ne se limite pas à l'acte mental ou langagier de nier, de rejeter une assertion comme fausse. Les choses en général et non pas seulement les propositions peuvent être liées entre elles par la négation, au sens où l'actualisation de l'une est la potentialisation de l'autre.

L'opérateur négation change de sens par rapport à la logique classique et par rapport aux différentes logiques formelles. D'habitude il est foncteur de vérité : si une proposition p  est vraie, la négation de cette proposition, non-p, est fausse et, inversement, si celle-ci, non-p, est vraie, p est fausse. Dans la Logique du Contradictoire, la négation d'un terme donne le terme antagoniste  tel que si l'un  s'actualise, l'autre se potentialise.
À la place de la Table de vérité "classique", on a la Table des valeurs :
| p | non-p |
| - | ----- |
| V | F     |
| F | V     |

| e | ē |
| - | - |
| A | P |
| P | A |

où  l'indice A signifie Actualisation et P, Potentialisation. L'actualisation de e est conjointe à la potentialisation de ē (non-e). La potentialisation de e est conjointe à l'actualisation de ē (non-e).
La potentialisation n'est pas une disparition. Elle est le fait de devenir virtuel, quand le terme antagoniste devient actuel.
(Cette Table sera complétée ci-dessous)

### La potentialisation
La potentialisation n'est pas une disparition car elle n'est jamais totale, non plus que l'actualisation qui lui est conjointe. C'est le postulat d'une logique dynamique. Qu'une actualisation/potentialisation soit totale et l'on retombe dans la logique habituelle d'identité, valable si on considère des états et non des dynamismes. (La logique d'identité est conçue par Lupasco comme un cas particulier d'une logique générale qui est la logique du contradictoire).
Le potentiel n'est pas seulement le possible. Ce qui est potentiel est programmé dans ce qui s'actualise. Par exemple "L'œuf est un système actuel en tant qu'œuf et un système potentiel en tant qu'être somatique adulte." 
Plutôt qu'à la puissance et l'acte d'Aristote, Lupasco se réfère à la notion de potentiel constamment utilisée en physique et en biologie. Par exemple l’énergie potentielle (de pesanteur, électrostatique, élastique), le potentiel d’ionisation, et en biologie, le potentiel de membrane, le potentiel embryologique, l’anti-gène potentiel… Mais Lupasco précise : ce qui est appelé potentiel est chaque fois le résultat d’une potentialisation, correspondant à une actualisation antithétique. Par exemple l’énergie potentielle de pesanteur d’un solide est l’énergie potentialisée par l’actualisation d’une quantité d’énergie qui maintient ce solide dans sa position. Que cette énergie soit potentialisée à son tour, et la chute du solide actualisera sous forme d’énergie cinétique la quantité d’énergie mécanique qui était potentialisée.  
Lupasco prend cet exemple de nombreuses fois (dans tous ses travaux dit-il !) mais le met lui-même en doute : la physique classique ne s’occupe que de réalités actuelles, soutient-il, pour l’opposer à la microphysique . Le technicien, l’ingénieur ont également utilisé de tout temps ces notions de potentialité et d’actualisation mais, dit Lupasco, “sans leur donner un droit de cité théorique.” Lupasco écrit cela en 1962, la révolution informatique n'a pas encore eu lieu.
Ce droit de cité théorique, Lupasco s'attache à le fonder en donnant à la potentialisation un statut ontologique  : la potentialisation est la "conscience élémentaire" de ce qui s'actualise. Cette "conscience élémentaire "n'est pas consciente d'elle-même, Marc Beigbeder a proposé de l'appeler "co-science" pour éviter tout malentendu. Elle est conscience au sens où l'arbre "sait" ce que ses racines peuvent puiser dans le sol, au sens où la cellule "sait" quelles substances peuvent traverser sa membrane. La conscience au sens habituel des philosophes, Lupasco l'appelle "conscience de conscience" et la réflexion, une des facultés de cette conscience de conscience, est une conscience de conscience de conscience. Cette conscience élémentaire n'est pas non plus l'Inconscient de la psychanalyse qui suppose le langage et qui pour Lupasco fait partie de la conscience de conscience.
La potentialisation à la fois agit comme une limitation de l’actualisation en cours, et comme une causalité. Ce qui s'actualise apparaît comme cause efficiente et ce qui est potentialisé par cette actualisation comme cause finale.

### La question des causes finales
Distinguons pour un même fait deux causalités et deux potentialisations. 
Un phénomène actualise sa loi : la loi naturelle est la potentialité immanente au phénomène qui l’actualise. “La loi n’est pas une règle imposée aux faits, une loi régnant dans sa généralité, au-dessus d’eux, dans quelque sphère immatérielle d’une entité qu’on appelle raison ou ordre de l’univers, mais une potentialité de ces faits, inscrite dans ces faits eux-mêmes.[…] Les faits ne se soumettent pas à la loi ; ce sont les faits qui impliquent la loi, comme leur potentialité.”  
On a le schéma :
eP → eA
Mais par ailleurs un fait qui s’actualise, qui actualise la potentialité qui est sa loi, potentialise le fait antagoniste qui passe d’un état actuel à un état potentiel. 
On a :
ēA →  ēP
Cette potentialisation apparaît comme une cause finale. 
On voit qu’on a, dans un antagonisme, deux potentialités, donc deux causes finales antagonistes possibles : “la potentialisation de l’un des dynamismes antagonistes [ē ci-dessus] est pour ainsi dire causée par l’actualisation de l’autre [e], lequel en s’actualisant, perd cette apparence téléologique, qu’il confère au dynamisme qu’il potentialise.” 
L’idée est particulièrement féconde et indispensable en biologie.
Les biologistes aujourd’hui assument une téléonomie dans l’explication du vivant. On parle de téléonomie lorsqu’un résultat est atteint en vertu de l’exécution d’un programme, de téléologie quand un projet est formé par une conscience, par exemple la conscience humaine ou une Providence. La téléonomie comme la téléologie renvoient  à la prise en compte de causes finales, qui s’impose aux biologistes, non sans leur poser une énigme philosophique. 
Lupasco résout l’énigme dans L’énergie et la matière vivante, paru en 1962.  Le terme de téléonomie n’est pas encore en vogue. C’est Jacques Monod (Prix Nobel en 1965) qui l’a vulgarisé, en 1970, dans Le hasard et la nécessité. Lupasco parle d’une apparence de téléologie et donne une solution radicale à la question des causes finales : ce qui apparaît comme cause finale est la potentialisation. Et celle-ci n’est pas une simple apparence, c’est une vraie causalité.

## Le Tiers inclus
Puisqu’une actualisation (et la potentialisation du terme antagoniste) ne sont jamais totales, il reste toujours une actualisation minoritaire contradictoire de l’actualisation majoritaire. Il reste toujours un quantum de Contradictoire. Nous le noterons T (T comme Tiers inclus).
(On rappelle que le principe du tiers exclu en logique classique permet de déduire que si p et non-p sont des propositions, alors si p est fausse, non-p est vraie : il n'y a pas de tierce possibilité.)
De plus, on voit qu’il y a un moment dans l’actualisation de e et la potentialisation de non-e(ou l’inverse), où e et non-e sont dans un état d’actualisation-potentialisation égales, donc de contradiction maximale entre eux. Cela peut se représenter :  
e P → e T → e A
ē A → ē T → ē P

ē  P → ē T → ē A
e A  → e T → e P

On doit compléter la Table des valeurs :
| e | ē |
| - | - |
| A | P |
| T | T |
| P | A |

quand e s’actualise, ē (non-e) se potentialise, quand e n’est ni potentiel ni actuel(état T), ē n’est ni potentiel ni actuel, quand e se potentialise, ē s’actualise.
C'est en formalisant sa logique que Lupasco découvre  que l'État T est beaucoup plus qu'un simple moment, qu'il donne lieu lui-même à un développement logique, à une troisième polarité, s'ajoutant à l’antagonisme fondamental de l'actualisation/potentialisation de l’homogène (symbolisé par l'implication positive) et de l'actualisation/potentialisation de l’hétérogène (symbolisé par l'implication négative).

### Rapport avec les autres logiques
Lupasco dit que la Table des valeurs joue dans la logique du contradictoire le rôle de la Table de vérité rappelée plus haut dans la logique  formelle. En effet elle définit une logique à trois valeurs au lieu de deux valeurs.
Mais certains logiciens ont affaibli le principe de non-contradiction et introduit une tierce valeur entre le vrai et le faux ou toute une échelle de valeurs. Lupasco leur rend hommage : “L’honneur en revient aux écoles dites hollandaise (avec la logique de Brouwer, etc.) et polonaise (avec la logique de Łukasiewicz, la logique de Tarski, etc.)” .  Mais ces logiques sont statiques, pense-t-il, ne peuvent considérer que des “états de choses” parce qu’il leur manque l’idée de l’actualisation/potentialisation. À la  dialectique hégélienne on peut  reprocher aussi de ne considérer que les actualisations. 
Lupasco dit parfois aussi que l’état T se rapproche de la valeur ni vrai ni faux des logiques trivalentes contemporaines.   Cependant  il ne faudrait pas confondre l’actualisation et la potentialisation avec le vrai et le faux. La potentialisation est tout aussi vraie que l’actualisation. 
Le Tiers inclus s'apparente au "Tertium datur" des logiques qui rejettent ou affaiblissent le principe du Tiers exclu ("Tertium non datur") mais alors que le Tertium en question peut être n'importe quelle valeur autre que le vrai ou le faux (l'indécidable, le probable, le possible...), le Tiers inclus est "ce qui est en soi contradictoire". C'est une notion paradoxale pour la logique habituelle pour laquelle "ce qui est en soi contradictoire" n'existe pas : deux termes contradictoires entre eux s'annulent, on ne peut les affirmer "en même temps et sous le même rapport" (Aristote). Pour la logique du contradictoire, les deux dynamismes antagonistes s'annihilent aussi mais le "rien" qui en résulte, s'il "n'existe" pas (au sens d'un phénomène dans l'espace et le temps), il "est". 

### La table des déductions
Cinq symboles seulement suffisent à Lupasco pour formaliser sa logique. Nous en connaissons déjà trois : A, T, P. L'antagonisme qu'on a découvert dès le début dans la nature se retrouve dans les opérations de l’esprit humain. En retour, on peut se servir des opérations logiques « pures » (qu’un esprit les pense ou non) pour symboliser les dynamismes énergétiques.
Les opérateurs logiques à commencer par l’affirmation et la négation présentent une certaine analogie avec l’homogénéisation/hétérogénéisation. En effet, affirmer c’est lier, introduire une certaine identité, dit Lupasco, nier, c’est délier, introduire une rupture, un lien négatif.  De même l’inclusion/exclusion ou la conjonction/disjonction. Tous ces rapports sont analogues. Lupasco choisit de les symboliser par l’implication (notée ⊃) et son terme antagoniste (⊃) (lire non-implique ou exclut, ou implication négative).
Cela donne les formules : ⊃A ⊃ ⊃ P, ⊃T ⊃ ⊃T, ⊃A ⊃ ⊃P où l’on peut interpréter ⊃ et ⊃ comme des opérations logiques pures, implication et implication négative, mais où l’on peut aussi leur donner le contenu matériel (énergétique, ramené par Lupasco à un événement logique) d’homogénéisation ou d’hétérogénéisation. L’implication centrale  est susceptible elle-même d’être actualisée, ni actualisée ni potentialisée, ou potentialisée, susceptible d’être affectée de l’indice A ou T ou P (AVTVP). On peut donc développer les formules de base, en remarquant d’ailleurs que tout système est toujours déjà un système de systèmes, etc.  Ce développement est « transfini », au sens où il « dépasse le fini sans pouvoir atteindre l’infini ».
Cela donne une inflorescence de systèmes de systèmes, les trois formules de départ se développent en neuf, celles-ci en vingt-sept, puis en quatre-vingt une, etc.
C’est la « table des déductions », dont on n’écrit que les neuf premières lignes :

### La troisième "matière"
En écrivant les formules, grâce aux cinq symboles : ⊃ , ⊃  , A, P, T, on s’aperçoit, qu’il existe deux lignes que Lupasco appellera orthodéductions contradictionnelles où dominent l’actualisation de ⊃  et la potentialisation de ⊃ pour  l’une, l’actualisation de ⊃ et la potentialisation de ⊃ pour l’autre (la première et la dernière ligne dans la présentation que nous avons choisie). Il leur donnera comme interprétation d’être les formules des  deux “matières” macrophysique et biologique : la matière où domine l’entropie, celle où domine la néguentropie. Mais surprise ! il en existe une troisième (celle du milieu). C’est la ligne où s’aligne T, T, T, T…. . 
Lupasco voit se déployer, selon sa dialectique propre, ce qu’il croyait jusque-là un moment contradictoire évanescent : il existe une troisième « matière ».
Le Tiers inclus, la contradiction maximum n’est donc pas seulement un moment de croisement des deux actualisations et des deux potentialisations antagonistes, il donne lieu à son propre développement, sa propre « orthodéduction ». On peut aussi l’interpréter comme une « matière », si l’on comprend par matière une systématisation de la matière-énergie, « une systématisation énergétique douée d’une certaine résistance ».   (Il ne s’agit pas ici de la “matière” opposée à l’énergie comme le discontinu au continu, la particule à l’onde, l’hétérogène à l’homogène, la « Vie » à la « Mort »). Au début il ne parlera que d’orthodéduction contradictorielle ou quantique. 
Il s’agit de la “matière” microphysique, une matière source par rapport à la matière physique et la matière biologique, puisqu’elle les constitue de façon ultime.
Mais la troisième matière est aussi la « matière » psychique. Entre les deux, toujours prudemment, Lupasco n’affirme qu’une analogie. Mais il le dit au détour d’une phrase :  le cerveau “est” quantique ! 
Les autres lignes de la Table sont les “paradialectiques” qui rendent compte de devenirs complexes.
On voit que la logique de Lupasco, à l'inverse des algèbres des logiciens du XX°, ne cesse de recevoir un contenu intuitif. Elle est un outil philosophique qui permet de ne plus faire procéder l'esprit de la vie (Friedrich Nietzsche) ou la vie de l'esprit (Henri Bergson).  Elle ouvre sur une vision du monde et de l'homme.
La systémogenèse est triple, la vie ne sort pas de l’inerte ni l’esprit de la vie, et l'homme n'est plus un simple animal supérieur.
“La matière ne part pas de l’ “inanimé” ainsi qu’on l’a soutenu parfois, pour s’élever par le biologique, de complexité en complexité, jusqu’au psychique et même au-delà : ces trois aspects constituent […] trois orientations divergentes dont l’une, du type microphysique, se retrouvant dans la systématisation énergétique de la psyché, n’est pas une synthèse des deux, mais plutôt leur lutte, leur conflit inhibiteur, dans un antagonisme et une contradiction croissantes.” 
La pensée de Stéphane Lupasco n'est ni un matérialisme ni un idéalisme. C'est plutôt un réalisme non-réducteur, en parfait accord avec le tournant ontologique du réalisme scientifique (voir le livre de Joseph E. Brenner en anglais, "Logic in Reality").

## La question de l'affectivité
La question de l'affectivité traverse toute l'œuvre de Lupasco depuis les Thèses de 1935. Elle est pour lui la seule donnée "ontologique":
"On s'aperçoit que l'affectivité porte les signes, les caractéristiques de ce que l'on a, de tout temps, considéré comme ontologique, comme l'être : elle se suffit à elle-même, elle est."
Elle ne comporte pas de temps et d'espace en elle-même : "Il y a de l'espace et du temps dans le phénomène de l'affectivité. Mais c'est l'espace et le temps de ce en quoi elle apparaît et d'où elle disparaît"..."Au fond, à y regarder attentivement, elle n'est que du présent. L'affectivité est en dehors du temps et de l'espace. C'est une totale présence ; elle n'a ni avenir ni passé en elle-même." 
Or le logique a été défini par le devenir.  L'affectivité a les caractères de l'absolu et de l'éternité, du mystère. Même après la découverte du Tiers inclus et de l'orthodialectique contradictorielle, qui ouvre la perspective paradoxale d'un devenir de ce qui est contradictoire en soi, Lupasco maintiendra que l'affectivité est "alogique" puisque absolue.

### Livres de Lupasco
- Dehors…, Stock, Paris , 1926.

- Du devenir logique et de l'affectivité, Vol. I - "Le dualisme antagoniste et les exigences historiques de l'esprit" , Vol. II - "Essai d'une nouvelle théorie de la connaissance" , Vrin, Paris, 1935 ; 2e édition conforme à la 1° : 1973.(thèse de doctorat)

- La physique macroscopique et sa portée philosophique, Vrin, Paris, 1935 (thèse complémentaire).

- L'expérience microphysique et la pensée humaine, Fundatia Regala Pentru Literatura si Arta, (en français avec "Considérations préliminaires"), Bucarest, 1940 ; 2e édition : P.U.F., Paris, 1941; 3e édition : Le Rocher, Coll. "L'esprit et la matière" , Monaco, 1989, préface de Basarab Nicolescu.

- Logique et contradiction , P.U.F., Paris, 1947.

- Le principe d'antagonisme et la logique de l'énergie - Prolégomènes à une science de la contradiction, éd. Hermann, Coll. "Actualités scientifiques et industrielles" , no 1133, Paris, 1951 ; 2e édition : Le Rocher, Coll. "L'esprit et la matière" , Monaco, 1987, préface de Basarab Nicolescu.

- Les trois matières, Julliard, Paris, 1960 ; réédité en poche  dans la Collection 10/18, 1970 ; 3e éd.: Cohérence, Strasbourg, 1982.

- L'énergie et la matière vivante, Julliard, Paris, 1962 ; 2e édition : Julliard, Paris, 1974 ; 3e édition : Le Rocher, Coll. "L'esprit et la matière" , Monaco, 1986.

- Science et art abstrait, Julliard, Paris, 1963.

- La tragédie de l'énergie, Casterman, Paris, 1970.

- Qu'est-ce qu'une structure ? Christian Bourgois, Paris, 1967.

- Du rêve, de la mathématique et de la mort, Christian Bourgois, Paris, 1971.

- L'énergie et la matière psychique, Julliard, Paris, 1974 ; 2e édition : Le Rocher, Coll. "L'esprit et la matière", Monaco, 1987.

- Psychisme et sociologie, Casterman, Paris, 1978.

- L'univers psychique, Denoël-Gonthier, Coll. "Médiations", Paris, 1979.

- La topologie énergétique. In Pensées hors du Rond, La Liberté de l’esprit. 12: 13-30. Paris: Hachette, 1986.

- L'homme et ses trois éthiques, en collaboration avec Solange de Mailly-Nesle et Basarab Nicolescu, Le Rocher, Coll. "L'esprit et la matière", Monaco, 1986.

### Texte de Lupasco en ligne
- Valeurs logiques et Contradiction, dans La Revue Philosophique, janvier-mars 1945, sur le site de Dominique Temple.